# Showtime (Film)
Showtime ist eine US-amerikanische Satire von Tom Dey aus dem Jahr 2002.

## Handlung
Mitch Preston ist ein Polizeiermittler des LAPD. Er gerät in eine Schießerei, in der sein Partner verletzt wird. Als ein Reporter mit seiner Kamera Prestons verletzten Partner filmt, dreht Preston durch und schießt in die Kamera. Die Fernsehproduzentin Chase Renzi droht mit einer Klage gegen die Polizei wenn Preston bei der Serie nicht mitmacht. Woraufhin Preston von seinem Vorgesetzten dazu verdonnert wird an der Fernsehshow teilzunehmen, die den Alltag von Polizisten zeigen soll.
Den redseligen und wenig erfolgreichen Polizisten Trey Sellars zieht es schon länger zum Filmgeschäft. Renzi und eine Kollegin werden beraubt. Sellars kommt vorbei und stellt den Dieb. Preston kommt hinzu und legt dem vermeintlichen Dieb Handschellen an, worauf hin er vom Dieb erfährt, dass dieser von Sellars bezahlt wurde. Dennoch soll Sellars wegen seiner frischen Art zum neuen Partner von Preston werden, wogegen sich dieser anfangs wehrt. Dennoch muss er in die Zusammenarbeit einwilligen.
Es kommt jedoch zu einigen Zusammenstößen zwischen den neuen Partnern. Preston will weiterhin ernsthafte Polizeiarbeit leisten, während Sellars sich mehr für seine Darstellung in der Serie interessiert. Preston bleibt demgemäß mürrisch und zurückhaltend, während Sellars, der sich selbst nun Ice-Trey nennt, zum Star der Serie mutiert. Zudem mischen sich Chase Renzi und ihre Kollegin stark in die Polizeiarbeit und das Privatleben der beiden Polizisten ein. So lässt Renzi Prestons bislang karge Wohnung im Stile eines Hollywoodstars neu einrichten und besorgt ihm einen ehemaligen Polizeihund als Haustier.
Im Laufe des Films kommen die beiden unfreiwilligen Partner einem Gangster auf die Spur, der über eine neuartige Schusswaffe verfügt, mit der er die Wohnung eines Untergebenen in Schutt und Asche legt. Die beiden Polizisten nehmen Ermittlungen auf. Weil sie jedoch bei einer Verfolgungsjagd enorme Verwüstungen anrichten, beendet der Bürgermeister das Projekt Showtime und suspendiert die beiden Polizisten. Als sich später Sellars und Preston zu Hause die letzte Folge von Showtime ansehen, entdecken sie plötzlich einen ihnen gut bekannten Polizisten, einen Waffenspezialisten, in der Nähe des Verbrechers. Sie stürmen dessen Wohnung und erfahren, dass er die Waffe für den Gangster konstruiert hatte.
Am Ende kommt es zum Showdown in einem Hotel, wo Preston und Sellars den Anführer töten, der Renzi als Geisel genommen hatte. Die beiden Polizisten freunden sich über alldem schließlich an.

## Kritiken
Peter Travers schrieb in der Zeitschrift Rolling Stone vom 14. März 2002, dass Robert De Niro „gelangweilt“ wirke und Eddie Murphy sich selbst „recycle“. Eine Szene mit dem „klassisch wichtigtuerischen“ William Shatner wurde gelobt.
Das Lexikon des internationalen Films schrieb: „Parodie als Starvehikel für Eddie Murphy und Robert De Niro, die sich in stereotyper Situationskomik erschöpft; sogar die Actionszenen wirken wie Lustbarkeiten aus zweiter Hand.“
Die Redaktion von Cinema meinte: „Zwar erfindet Regisseur Tom Dey (…) das Comedy-Cop-Genre nicht neu, und die mit einem Spritzer Medienkritik und etwas 80er-Jahre-Charme angereicherte Story ist arg vorhersehbar. Doch De Niros Dirty-Harry-Performance und Murphys Revolverschnauze machen einfach Spaß. Und William Shatner als Schauspieltrainer ist schlicht zum Brüllen.“

## Auszeichnungen
Eddie Murphy und Robert De Niro wurden im Jahr 2003 für die Goldene Himbeere als schlechtestes Leinwandpaar nominiert. Der Film wurde 2003 für den Taurus Award nominiert.
Die Deutsche Film- und Medienbewertung FBW in Wiesbaden verlieh dem Film das Prädikat „wertvoll“.

## Hintergrund
Der Film wurde in Los Angeles gedreht. Seine Produktionskosten betrugen schätzungsweise 85 Millionen US-Dollar. Der Film spielte in den Kinos der USA ca. 37,9 Millionen US-Dollar ein.
Im Film betreibt Apple sehr ausgeprägte Produktplatzierung. So läuft während der Verhandlung beim Fernsehsender über die neue Reality-Doku im Hintergrund ein Werbefilm für das MacBook; später ist das neue Büro der beiden Protagonisten auch mit Computern von Apple ausgestattet.

## Sonstiges
- William Shatner spielt die Rolle des ehemaligen Fernsehpolizisten, Sergeant T. J. Hooker, aus der gleichnamigen Fernsehserie T. J. Hooker, den er selbst verkörperte.
- James Roday und Joy Bryant hatten ihre erste Rolle in einem Spielfilm.
- Andrew Wilson und Larry Joe Campbell sind als Polizisten in der Umkleidekabine zu sehen.
- Johnnie Cochran spielt sich selbst und ist Anwalt der Firma ReRun.